# Юй Цянь
Юй Цянь (*于谦, 1398 —1457) — китайський військовий та державний діяч, поет часів династії Мін.

## Життєпис
Походив з родини вчених. Народився у 1398 році у м. Цзяньтан (сучасне м.Ханчжоу). Про молоді роки мало відомостей. Здобув класичну освіту. У 1421 році з успіхом склав імператорський іспит та отримав вищу вчену ступінь цзіньши. Після цього Юй Цяня було зараховано на державну службу. Згодом він обрав кар'єру військовика.
Згодом відзначився при придушенні заколоту в провінції Цзянсу, за що призначається заступником очільника військового губернатора. У 1430 році переводиться до міністерства оборони. У 1431 році отримує посаду військового інспектора у провінціях Хенань та Шеньсі. У 1445 році багато зробив задля припинення голоду у провінції Хенань. Цим здобув прихильність місцевого населення.
У 1435 році виступив проти діяльності палацового євнуха Ван Цзіня, за що запроторений до в'язниці. Через 3 місяця Юй Цяня було звільнено, проте понижено на посаді. Втім за клопотанням чиновників з шеньсі та Хенань відновлений на посаді.
У 1448 році призначається заступником військового міністра. На цій посаді виявив неабиякі здібності у боротьбі з монголами та ойратами. У 1449 році після поразки китайської армії при туму й полоні імператора Чжентуна, Юй Цянь призначається міністром оборони. Він зумів у декількох битвах захистити столицю імперії Пекін, відбив напад ворога. Тоді ж сприяв сходженню на трон імператора Дай-цзуна. У 1450 році Юй Цянь знову завдав поразки ойратам, чим змусив укласти перемир'я. За час правління останнього був серед найвпливовіших міністрів Китаю. Багато зробив для створення міцної оборони імперії (як з боку монголів, так і з моря).
Втім після заколоту 1457 року, коли до влади повернувся імператор Чжентун міністра Юй Цяня було звинувачено у змові та страчено.

## Творчість
Був автором віршів на випадок, які увійшли до двох збірок «Юй Чжунсу» та «Поетична збірка». Вони часто необроблені, але щирі, сповнені роздумів щодо складного життя простих людей.

## Родина
Дружина — Чжу Цзі
Діти:
- Юй Мянь